# Hôpital Mont Sinaï (New York)
Pour les articles homonymes, voir Mount Sinai Hospital.
L'hôpital Mont Sinaï,, est un hôpital situé à New York, qui dessert l'Upper East Side de l'arrondissement de Manhattan et le quartier de Harlem. Fondé en 1852, le Mont Sinaï est l'un des plus anciens et des plus grands hôpitaux à vocation pédagogique des États-Unis.

## Histoire
Dès la fin des années 1990, l'hôpital utilise des doneurs vivants pour effectuer la transplantation hépatique.

## Structure
Il compte 1 171 lits et a un personnel médical atteignant presque 1 800 membres.
L'hôpital est également affilié à un important centre d'enseignement médical, la Mount Sinai School of Medicine, fondée en 1976.
Son annexe le Guggenheim Pavilion inauguré en 1992 a été conçu par I.M. Pei et est considéré comme le premier hôpital de l'architecture moderniste.
Le U.S. News & World Report’s Honor Roll de 2009 le met au 19e rang des meilleurs hôpitaux des États-Unis.

## Médecins célèbres
Parmi les médecins ayant travaillé à cet hôpital, on compte Burrill Bernard Crohn, qui a donné son nom à la maladie de Crohn.